# Tatra 158 Phoenix
Le Tatra 158 Phoenix est un modèle de camion fabriqué par la société tchèque Tatra depuis 2011, avec des variations d'essieux de 4×4, 6×6, 8×8 et 10 ×10. Le camion a été développé en coopération avec la société DAF Trucks.

## Description
Pour la gamme de modèles Tatra 158 Phoenix, Tatra n'utilise pas de moteurs refroidis par air de sa propre conception et utilise des moteurs Paccar MX, conformément aux exigences législatives sont livrés avec des moteurs aux spécifications d'émission Euro 3, Euro 5 et depuis 2015 avec Euro 6. 
De série, la boîte de vitesses ZF est à 16 rapports, manuelle ou automatique, la transmission auxiliaire sont de construction propre aux Tatras,. Le véhicule est construit sur un châssis Tatra.